# Laucala
Laucala (IPA: [la u ða la]) je jedním ze tří malých ostrůvků ležících u fidžijského ostrova Taveuni. Celková rozloha je 12 km². Ostrov je 5 kilometrů dlouhý, s šířkou od 1,5 do 3 kilometrů. Ostrov Laucala je od Qamea oddělen několik set metrů širokým průlivem. Ostrov je v soukromém vlastnictví. Je označován za jedno z nejexkluzivnějších fidžijských letovisek.

## Historie
Seru Epenisa Cakobau, fidžijský vládce, který sjednotil fidžijské ostrovy před jejich postoupením Spojenému království v roce 1874, prodal Laucalu evropským osadníkům, kteří zde založili kokosové plantáže. Roku 1972 ostrov koupil nakladatel Malcolm Forbes. Na vlastní náklady upravil obydlí místních obyvatel, kteří pracovali na jeho nemovitosti. Zajistil zdarma základní a polovině studentů též vyšší vzdělání. Hledal způsoby jak oživit ostrovní ekonomii závislou na produkci kopry, propagací turistiky a chovu koz a hovězího dobytka.